# Augie
Augie è una città della Repubblica Federale della Nigeria appartenente allo Stato di Kebbi. È capoluogo dell'omonima area a governo locale (local government area) che si estende su una superficie di 1.185 km² e conta una popolazione di 117.287 abitanti.